# Liste des célébrités apparaissant dans Les Simpson
 (octobre 2015).
- Si vous ne connaissez pas le sujet, laissez ce bandeau (vous pouvez alors contacter les auteurs).
- Si vous supprimez le contenu mis en cause (vous pouvez préalablement contacter les auteurs),

argumentez précisément cette suppression dans la page de discussion
(un manque de référence n'est pas un argument ; une recherche réelle de référence doit avoir été effectuée, être formellement documentée).
Voici la liste des célébrités qui sont apparues dans Les Simpson.
Dans de nombreux épisodes de la série animée Les Simpson, une célébrité apparaît, interprétant son propre personnage ou un personnage fictif. Cette liste n'inclut pas les célébrités dont les voix ont été imitées par des personnages réguliers.
Il existe par ailleurs de nombreux comédiens irréguliers, parfois connus, dont les apparitions ont été créditées par la formule also starring et non pas en tant qu'invités connus (guest star). Ces comédiens ne sont pas mentionnés ici.
La série détient actuellement le record du monde de la série dans laquelle apparaît le plus de célébrités selon le livre Guinness des records.
Les célébrités sont listées dans leur ordre d'apparition. Ceux dont le nom est en vert n'ont pas été créditées, soit parce qu'ils sont morts, ou parce qu'ils ne voulaient ou ne pouvaient pas prêter leur voix. Les noms en gris sont les personnalités qui ont été incarnées par un des personnages de la série (avec entre parenthèses le nom de ce personnage).

## Saison 1
- Marcia Wallace (VF : Martine Meiraghe et VQ : Louise Rémy) : Edna Krapabelle
- Sam McMurray : Le drone, Gulliver (2 épisodes)
- Ron Taylor (VF : Mario Santini) : Murphy Gencives Sanglantes
- Albert Brooks : Bob le cowboy (VF : Roland Timsit), Jacques (2 épisodes)
- Kelsey Grammer (VF : Michel Modo et VQ : Yves Corbeil) : Tahiti Bob
- June Foray : la gardienne d'enfants
- Penny Marshall : Mme Lucille Botz
- Paul Willson : le fleuriste
- Christopher Collins : le présentateur TV

## Saison 2
- Benjamin Franklin
- George Washington
- Harvey Fierstein : Karl
- James Earl Jones : Mover, Serak le cuisinier, le narrateur (1 épisode)
- Tony Bennett (première célébrité à apparaître dans son propre rôle)
- Tom Poston : Capital City Goofball
- Daryl L. Coley (VF : Mario Santini) : Murphy Gencives Sanglantes
- Ken Levine : Dan Horde
- Greg Berg : Rory
- Alex Rocco (VF : Marcel Guido) : Roger Meyers Jr.
- Phil Hartman : Lionel Hutz (VF : Patrick Guillemin et VQ : Mario Desmarais), la voix du paradis, Troy McClure (VF : Patrick Guillemin et VQ : Benoît Rousseau), Moïse (VF : Mario Santini), le type du câble, Plato (5 épisodes)
- George Takei (VF : Gilbert Levy) : Akira
- Joey Miyashima : Toshiro
- Sab Shimono : Maître-chef sushi
- Diana Tanaka : l'aubergiste
- Larry King
- Jon Lovitz : Artie Ziff, Professeur Lombardo, le vendeur de donut (2 épisodes)
- Danny DeVito (VF : Patrick Guillemin) : Herbert Powell
- Tracey Ullman : Emily Winthropp (VF : Paule Emanuele), Sylvia Winfield (VF : Paule Emanuele) (2 épisodes)
- Frank Welker : Petit Papa Noël
- Audrey Meadows : Beatrice Simmons
- Ringo Starr
- Dustin Hoffman : M. Bergstrom
- Adolf Hitler
- Cloris Leachman : Mme. Glick
- Daniel Stern (VF : Joëlle Guigui et VQ : Johanne Léveillée) : Bart adulte

## Saison 3
- Michael Jackson : Leon Kompowsky (sous le pseudonyme de John Jay Smith) (VF: Thierry Ragueneau)
- Kipp Lennon : Leon Kompowsky (pour les passages chantés)[3]
- George H. W. Bush
- Barbara Bush
- Phil Hartman : Lionel Hutz, Troy McClure, Joey, le parrain, Horst, Stockbroker, Smooth Jimmy Apollo (6 épisodes)
- Joe Mantegna : Gros Tony (VF : Mario Santini)
- Neil Patrick Harris
- Magic Johnson
- Chick Hearn
- Jon Lovitz : Aristotle Amadopolis
- Jackie Mason : Hyman Krustofski (VF: Yves Barsacq)
- Aerosmith
  - Steven Tyler
  - Joe Perry
  - Brad Whitford
  - Tom Hamilton
  - Joey Kramer
- Jo Ann Harris : la serveuse[4].
- Sting
- Marcia Wallace : Edna Krapabelle
- Roger Clemens
- Wade Boggs
- Ken Griffey, Jr.
- Steve Sax
- Ozzie Smith
- José Canseco
- Don Mattingly
- Darryl Strawberry
- Mike Scioscia
- Terry Cashman chante "Talkin’ Softball" pendant le générique de fin
- Steve Allen : Bart fou
- Beverly D'Angelo : Lurleen Lumpkin
- Kelsey Grammer : Tahiti Bob
- Spinal Tap
  - Michael McKean : David St. Hubbins
  - Christopher Guest : Nigel Tufnel
  - Harry Shearer : Derek Smalls
- Kimmy Robertson : Samantha Stanky
- Alfred Hitchcock
- Joe Frazier
- Danny DeVito : Herbert Powell

## Saison 4
- Jon Lovitz : Llewellyn Sinclair
- Phil Hartman : Lionel Hutz, Troy McClure, Lyle Langley, l'annonceur, un garde, Tom le grand frère et Mr. Muntz (8 épisodes)
- Benjamin Franklin
- Alfred Hitchcock
- George H. W. Bush
- Bob Hope
- Lona Williams : Amber Dempsey
- Neil Armstrong
- Adolf Hitler (3 épisodes)
- Tom Jones
- Pamela Reed : Ruth Powers
- Sara Gilbert : Laura Powers
- Adam West
- Linda Ronstadt
- Elizabeth Taylor : Maggie Simpson, elle-même (2 épisodes)
- Leonard Nimoy
- Michael Carrington : Raheem
- Bill Clinton
- Richard Nixon (2 épisodes)
- John Fitzgerald Kennedy
- Marcia Wallace : Edna Krapabelle
- Dr. Joyce Brothers
- Brooke Shields
- Barry White (2 épisodes)
- David Crosby
- Johnny Carson
- Hugh Hefner
- Bette Midler
- Luke Perry
- Red Hot Chili Peppers
  - Anthony Kiedis
  - Michael Balzary
  - Arik Marshall
  - Chad Smith

Note : Anthony Perkins devait doubler le Dr. Wolfe dans Grève à la centrale mais il est tombé malade. Clint Eastwood et Anthony Hopkins ont aussi été invité à doubler un personnage mais ils ont refusé..

## Saison 5
- George Harrison
- David Crosby
- The Dapper Dans chantent les chansons de Les Bémols
  - James Campbell
  - George Economou
  - Shelby Grimm
  - Dan Jordan
- Yoko Ono
- Kelsey Grammer : Tahiti Bob
- John Elway
- The Ramones
  - Joey Ramone
  - Johnny Ramone
  - C. J. Ramone
  - Marky Ramone
- Adolf Hitler
- Richard Nixon (2 épisodes)
- Phil Hartman : Lionel Hutz, Troy McClure (1 épisode)
- Pamela Reed : Ruth Powers
- George Fenneman : le narrateur
- Albert Brooks : Brad Goodman, McGarnigle (2 épisodes)
- James Brown
- Ernest Borgnine
- Michelle Pfeiffer : Mindy Simmons
- Werner Klemperer : Colonel Klink
- Robert Goulet
- Gerry Cooney
- Siegfried & Roy
- Sam Neill : Molloy
- Conan O'Brien
- James Woods
- Kathleen Turner : Stacy Lovell
- James Taylor
- Buzz Aldrin
- Bill Clinton

## Saison 6
- Winona Ryder : Allison Taylor
- Albert Brooks : Jacques
- Sara Gilbert : Ruth Powers
- Kelsey Grammer : Tahiti Bob (2 épisodes)
- Jon Lovitz : Artie Ziff, Jay Sherman (3 épisodes)
- Michelle Pfeiffer : Mindy Simmons
- Phil Hartman : Lionel Hutz, Troy McClure, Evan Conover, Charlton Heston (5 épisodes)
- Larry King
- Dr. Demento
- Henry Corden : Fred Flintstone
- James Earl Jones : Maggie Simpson
- Meryl Streep : Jessica Lovejoy
- Dennis Franz
- Anne Bancroft : Dr. Zweig
- Ted Danson : Sam Malone
- Woody Harrelson : Woody Boyd
- Rhea Perlman : Carla Tortelli
- John Ratzenberger : Cliff Claven
- George Wendt : Norm Peterson
- Patrick Stewart : Numéro un
- George H. W. Bush
- Dick Cavett
- Johnny Unitas
- Joe Mantegna : Gros Tony
- Adolf Hitler
- Mel Brooks
- Susan Sarandon
- Maurice LaMarche : George C. Scott
- Mandy Patinkin : Hugh Parkfield
- Ron Taylor : Murphy Gencives Sanglantes
- Steve Allen
- Tito Puente

## Saison 7
- Tito Puente
- Mickey Rooney
- Phil Hartman : Lionel Hutz, Troy McClure, le directeur de l'hôpital (8 épisodes)
- Joan Kenley : la voix du téléphone (2 épisodes)
- Paul McCartney
- Linda McCartney
- Paul Anka
- Glenn Close : Mona Simpson (2 épisodes)
- Harry Morgan : Bill Gannon
- Kelsey Grammer : Tahiti Bob
- R. Lee Ermey : Colonel Leslie Hapablap
- Buzz Aldrin
- Liz George : Maggie Simpson
- Lawrence Tierney : Don Brodka
- George H. W. Bush
- Barbara Bush
- Tom Kite
- Bob Newhart
- Phil Hartman
- Donald Sutherland : Hollis Hurlbut
- George Washington
- Phil Hartman
- Kirk Douglas : Chester J. Lampwick
- Alex Rocco : Roger Meyers Jr.
- Jack Sheldon : La Reforme
- Suzanne Somers
- Jeff Goldblum : MacArthur Parker
- Jim Lau : Le docteur d'Hong Kong
- Adolf Hitler
- Joe Mantegna : Gros Tony
- Peter Frampton
- The Smashing Pumpkins
  - Billy Corgan
  - James Iha
  - D'arcy Wretzky
  - Jimmy Chamberlin
- Cypress Hill
  - Sen Dog
  - B-Real
  - DJ Muggs
- Sonic Youth
  - Thurston Moore
  - Lee Ranaldo
  - Kim Gordon
  - Steve Shelley
- Edgar Winter Group
- Christina Ricci : Erin

## Saison 8
- Phil Hartman : Bill Clinton, Troy McClure (3 épisodes)
- Bill Clinton
- Ross Perot
- Albert Brooks : Hank Scorpio
- Sally Stevens chante "Scorpio" sur le générique de fin
- Pelé
- Paul Winfield : Lucius Sweet
- Michael Buffer
- Rodney Dangerfield : Larry Burns
- Jon Lovitz : Jay Sherman
- Johnny Cash : le coyote
- Leonard Nimoy
- David Duchovny : Fox Mulder (VF: Georges Caudron)
- Gillian Anderson : Dana Scully (VF: Caroline Beaune)
- Donkey Kong
- Jack Lemmon : Frank Ormand
- Joe Mantegna : Gros Tony (2 épisodes)
- Quentin Tarantino
- Charles Bronson
- Alex Rocco : Roger Meyers Jr.
- John Waters : John
- Kelsey Grammer : Tahiti Bob
- David Hyde Pierce : Cecil Terwilliger et l'homme dans la foule (1 épisode)
- Dave Thomas : Rex Banner
- Marcia Wallace : Edna Krapabbel
- Frank Welker : Laddie, les babouins, le chien du vice-président (3 épisodes)
- Bret Hart
- Sab Shimono : M. Sparkle
- Gedde Watanabe : l'ouvrier
- Denice Kumagai  : une danseuse
- Karen Maruyama : une danseuse
- Gailard Sartain : Charles "Gros Papa"
- Tim Conway
- Willem Dafoe : le commandant

## Saison 9
- Joan Kenley : la voix du téléphone
- Michael Dees : chante "New York, New York"
- Martin Sheen : le vrai principal Seymour Skinner
- Fyvush Finkel
- Joe Namath
- Mike Judge : Hank Hill
- Roy Firestone
- Andrea Martin : la mère d'Apu
- Jan Hooks : Manjula
- Siegfried & Roy
- Stephen Jay Gould
- Phil Hartman : Lionel Hutz, Troy McClure, Lyle Lanley (6 épisodes)
- George H. W. Bush
- Alex Trebek
- George Harrison
- Patrick Stewart : Numéro Un
- Jim Varney : Cooder
- James Earl Jones : le narrateur
- Jack Ong : le pêcheur chinois
- Bill Gates
- Jay Leno
- Bruce Baum
- Janeane Garofalo
- Bobcat Goldthwait
- Hank Williams, Jr. chante "Canyonero !"
- Steven Wright
- Helen Hunt : Renée
- Rod Steiger : Capitain Ontherock
- Bob Denver
- Michael Carrington : Sergent Drill
- John Fitzgerald Kennedy
- Lénine
- Paul Winfield : Lucius Sweet
- Steve Martin : Ray Patterson
- U2[6]
  - Bono
  - The Edge
  - Adam Clayton
  - Larry Mullen Jr.
- Paul McGuinness
- Susie Smith
- Brendan Fraser : Brad
- Steven Weber : Neil
- Adolf Hitler

## Saison 10
- Lisa Kudrow : Alex Whitney
- William Daniels : K.I.T.T.
- Phil Hartman : Troy McClure (VF: Pierre Laurent)
- Robert Englund : Freddy Krueger
- Ed McMahon
- Jerry Springer
- Regis Philbin
- Kathie Lee Gifford
- Alec Baldwin (VF: Bruno Choel)
- Kim Basinger (VF: Michèle Buzynski)
- Ron Howard
- Brian Grazer
- Charles Bronson
- George Carlin : Munchie
- Martin Mull : Seth
- Yo La Tengo joue une version psychédélique-hippie du générique de fin
- Mark Hamill : Luke Skywalker et le sergent instructeur de l'école de garde du corps.
- Joe Mantegna : Gros Tony
- Dick Tufeld : Le robot de « Perdus dans l’espace »
- The Moody Blues
  - Ray Thomas
  - Graeme Edge
  - Justin Hayward
  - John Lodge
- Cyndi Lauper
- Fred Willard : Wally Kogen
- Troy Aikman
- Rosey Grier
- John Madden
- Dan Marino
- Rupert Murdoch
- Dolly Parton
- Pat Summerall
- Bill Clinton (2 épisodes)
- Ed Begley Jr.
- Elton John
- Jan Hooks : Manjula
- Hank Williams, Jr. : le chanteur Canyonero
- John Kassir : Possum
- AC/DC
- Isabella Rossellini : Astrid Weller
- Jasper Johns
- Jack LaLanne
- NRBQ chante « Can’t Buy Me Love »
- Michael McKean : Jerry Rude
- Stephen Hawking
- George Takei : Wink
- Gedde Watanabe : le père japonais, le patient (1 épisode)
- Keone Young : le sumo
- Karen Maruyama : L’hôtesse de l’air japonaise
- Denice Kumagai : la mère japonaise
- MAKO : le robot de capture

## Saison 11
- Mel Gibson (VF : Jacques Frantz)
- Robert Downey Jr.
- Jack Burns : Edward Christian
- Mark McGwire
- Edward Asner : L'éditeur du journal
- Tom Arnold
- Dick Clark
- Ozzy Osbourne
- Lucy Lawless (VF : Régine Teyssot) (1 épisode)
- Bill Gates
- Bill Clinton (2 épisodes)
- Ross Perot
- The B-52's chante "Glove Slap" pendant le générique de fin
  - Fred Schneider
  - Kate Pierson
  - Cindy Wilson
  - Keith Strickland
- Ron Howard
- Penn Jillette
- Pat O'Brien
- Nancy O'Dell
- Teller
- Garry Marshall : Larry Kidkill
- Jan Hooks : Manjula (2 épisodes)
- Butch Patrick
- John Goodman : Méphisto
- Henry Winkler : Ramrod
- Jay North
- NRBQ chante plusieurs chansons
  - Terry Adams
  - Joey Spampinato
  - Tom Ardolino
  - Johnny Spampinato
- Tim Robbins : Jim Hope
- Gary Coleman (VF: Jackie Berger puis Régine Teyssot)
- Clarence Clemons : le narrateur
- Joe Mantegna : Gros Tony (2 épisodes)
- Elwood Edwards : le docteur virtuel
- Don Cheadle : Frère la Foi
- Britney Spears
- Randy Bachman
- C.F. Turner
- Trevor Denman
- Jim Cummings : Duncan (alias Furieux D)
- Shawn Colvin : Rachel Jordan
- Betty White
- Diedrich Bader : le Shérif
- Kid Rock
- Joe C.
- Charlie Rose
- Robert Evans
- Parker Posey : Becky
- Marc Wilmore : Dr. Wilmore
- Jim Forbes : le narrateur
- Willie Nelson
- Sammy Hagar
- Van Halen

## Saison 12
- Gary Coleman (2 épisodes)
- The Who
  - John Entwistle
  - Roger Daltrey
  - Pete Townshend
- Drew Barrymore : Sophie
- Jay Mohr : Christopher Walken[7]
- Michael Jackson
- Stephen King
- Amy Tan
- John Updike
- Joe Mantegna : Gros Tony (2 épisodes)
- Joshua Jackson : Jesse Grass
- Leeza Gibbons
- Patrick McGoohan : Numéro 6
- Edward Norton : Devon Bradley
- Michael Keaton : Jack Crowley
- Charles Napier : le gardien
- Robert Schimmel : un prisonnier
- Bruce Vilanch
- Tom Savini
- Andre Agassi
- Pete Sampras
- Serena Williams
- Venus Williams
- Kelsey Grammer : Tahiti Bob
- *NSYNC
  - Lance Bass
  - JC Chasez
  - Joey Fatone
  - Chris Kirkpatrick
  - Justin Timberlake
- Adolf Hitler
- Stacy Keach : Howard K. Duff VIII
- Jan Hooks : Manjula
- Kathy Griffin : Francine Renquiest
- Frank Welker : les animaux de la savane
- Frankie Muniz : Thelonious
- Shawn Colvin : Rachel Jordan

## Saison 13
- Pierce Brosnan : La voix de Pierce Brosnan de l'Ultrahouse 3000 (VF: Emmanuel Jacomy)
- Matthew Perry : La voix de Matthew Perry de l'Ultrahouse 3000
- Jane Kaczmarek : Juge Constance Harm (2 épisodes)
- Jess Harnel : le bruit de plusieurs animaux
- Bill Clinton (2 épisodes)
- R.E.M.
  - Peter Buck
  - Mike Mills
  - Michael Stipe
- Julia Louis-Dreyfus : Gloria
- George Takei : le serveur
- Paul Newman
- Judith Owen
- Joe Mantegna : Gros Tony (2 épisodes)
- Richard Gere (VF: Richard Darbois)
- Delroy Lindo : Gabriel l'ange
- Ben Stiller : Gary Motherloving
- Jon Lovitz : Artie Ziff
- Reese Witherspoon : Greta Wolfcastle
- Wolfgang Puck
- Dennis Weaver : Buck McCoy
- Frank Welker : le chien vicieux
- Olympia Dukakis : Zelda
- Bill Saluga : Ray J. Johnson
- Phish
  - Trey Anastasio
  - Mike Gordon
  - Jon Fishman
  - Page McConnell
- NRBQ chante "You’ll Never Stop The Simpsons"
  - Terry Adams
  - Joey Spampinato
  - Johnny Spampinato
  - Tom Ardolino
- Alec Baldwin
- Kim Basinger
- *NSYNC
  - Lance Bass
  - JC Chasez
  - Joey Fatone
  - Chris Kirkpatrick
  - Justin Timberlake
- U2
  - Bono
  - The Edge
  - Adam Clayton
- Stephen Hawking
- Ron Howard
- Elton John
- Deb Lacusta
- Lucy Lawless
- Larry Mullen Jr.
- Joe Namath
- Elizabeth Taylor : Maggie Simpson
- Stan Lee
- James Lipton
- Robert Pinsky
- John Fitzgerald Kennedy
- Carmen Electra
- Frances Sternhagen : Mme. Bellamy
- George H. W. Bush

## Saison 14
- Maggie Roswell : Maude Flanders
- Mick Jagger
- Keith Richards
- Elvis Costello
- Francis Rossi
- Rick Parfitt
- Lenny Kravitz
- Tom Petty
- Brian Setzer
- Kenny Loggins
- Tony Bennett
- Adam West : Batman
- Burt Ward : Robin
- Jan Hooks : Manjula Nahasapeemapetilon
- Baha Men
  - Patrick Carey
  - Omerit Hield
  - Marvin Prosper
- George H. W. Bush
- Bill Clinton
- David Lander : Squiggy
- Larry Holmes
- Kelsey Grammer : Tahiti Bob
- Little Richard
- Marcia Wallace : Edna Krapabelle
- Elliott Gould
- Pamela Reed : Ruth Powers
- Lisa Leslie
- Tony Hawk
- Jane Kaczmarek : Judge Constance Harm (2 épisodes)
- Blink-182
  - Mark Hoppus
  - Tom Delonge
  - Travis Barker
- George Plimpton
- Marisa Tomei : Sarah Sloane
- Helen Fielding
- James L. Brooks
- Joe Mantegna : Gros Tony (3 épisodes)
- Eric Idle : Declan Desmond
- Scott Thompson : Grady
- Weird Al Yankovic
- Jonathan Taylor Thomas : Luke Stetson
- Andy Serkis : Ramasse-tout
- David Byrne
- Stacy Keach : Howard K. Duff VII
- Adolf Hitler
- Steve Buscemi
- Jackson Browne

## Saison 15
- Jerry Lewis : Professeur John Frink Sr.
- Dudley Herschbach
- Jennifer Garner
- Oscar de la Hoya
- Glenn Close : Mona Simpson
- Michael Moore (VF: Philippe Peythieu)
- Jane Leeves : Edwina
- Tony Blair
- Evan Marriott
- Ian McKellen
- J. K. Rowling
- Charles Napier : Grant le chasseur, le gardien de prison (2 épisodes)
- Mr. T
- Jackie Mason : Rabbi Hyman Krustofsky
- Tom Clancy
- Thomas Pynchon
- Mary-Kate Olsen
- Ashley Olsen
- Henri VIII (Homer)
- Catherine d'Aragon (Marge)
- Anne Boleyn (Lindsey Naegle)
- Thomas Seymour (Ned)
- Jeanne Seymour (Agnès Skinner)
- Meriwether Lewis (Lenny)
- William Clark (Carl)
- Sacagawea (Lisa)
- Thomas Jefferson (Quimby)
- Toussaint Charbonneau (Milhouse)
- Wolfgang Amadeus Mozart (Bart)
- Antonio Salieri (Lisa)
- Tito Jackson
- Randy Jackson
- Jermaine Jackson
- Ludwig van Beethoven (Nelson)
- Isabel Sanford
- Nick Bakay : Salem Saberhagen (le chat de Sabrina, l'apprentie sorcière)
- William Daniels : K.I.T.T.
- Dick Tufeld : le robot de Perdus dans l'espace
- Simon Cowell : Henry
- Jon Lovitz : Artie Ziff, Jay Sherman, Llewelyn Sinclair, Aristotle Amadopoulos et Professeur Lombardo (1 épisode)
- Brave Combo jouent la version Oktoberfest du générique de fin
  - Carl Finch
  - Jeffrey Barnes
  - Danny O'Brien
  - Alan Emert
  - Little Jack Melody
- George Lucas (sous le nom de Randall Curtis)
- Sarah Michelle Gellar : Gina Vendetti
- Jane Kaczmarek : Juge Constance Harm
- Matt Groening
- Marcia Wallace : Edna Krapabelle
- Nichelle Nichols

## Saison 16
- James Caan
- Thomas Pynchon
- Kim Cattrall : Chloé Talbot
- Eric Idle : Declan Desmond
- Tom Brady
- LeBron James
- Michelle Kwan
- Yao Ming
- Warren Sapp
- 50 Cent
- Notorious B.I.G.
- Dana Gould : Barney Fife
- Gary Busey
- Jane Kaczmarek : Juge Constance Harm
- Robert Wagner
- Lucy Liu : Madame Wu
- Frank Gehry
- Joe Mantegna : Gros Tony
- Charles Napier : Officier Krackney
- Amy Poehler : Jenda
- John DiMaggio : Bender
- Stephen Hawking
- Ray Romano : Ray Magini
- Albert Brooks : Tab Spangler
- Fantasia Barrino : Clarissa Wellington
- Baha Men chante "Who Wants a Haircut?" sur l'air de "Who Let the Dogs Out?"
- Los Lobos jouent leur version du générique de fin
- Jason Bateman
- Liam Neeson : Père Sean

## Saison 17
- Alec Baldwin : Caleb Thorn
- Joe Mantegna : Gros Tony
- Terry Bradshaw
- Dennis Rodman
- Lily Tomlin : Tammy
- Kelsey Grammer : Tahiti Bob
- Maria Grazia Cucinotta : Francesca Terwilliger
- Michael York : Mason Fairbanks
- William H. Macy
- Joe Frazier
- Maurice LaMarche : Commandant McBragg
- Susan Sarandon
- Randy Johnson
- Antonio Fargas : Huggy Bear
- Dave Thomas : Bob Hope
- Ricky Gervais : Charles
- Rob Reiner
- Michael Carrington : Le deuxième patron du centre équestre
- Richard Dean Anderson (VF: Edgar Givry)
- Frances McDormand : Mélanie Upfoot
- Sal Bando
- Gene Tenace
- Larry Hagman : Wallace Brady
- Melanie Griffith
- Mandy Moore : Tabitha Vixx
- Stacy Keach : Howard K. Duff VII
- Tiger Woods
- E.T. l'extra-terrestre
- Steven Spielberg
- Michael Jackson

## Saison 18
- George W. Bush
- Joe Mantegna : Gros Tony
- Joe Pantoliano : Dante Calabresis
- Michael Imperioli : Dante Calabresis Jr.
- Metallica
  - James Hetfield
  - Kirk Hammett
  - Lars Ulrich
  - Robert Trujillo
- The White Stripes
  - Jack White
  - Meg White
- Richard Lewis : golem mâle
- Fran Drescher : golem femelle
- Phil McGraw
- Sir Mix-a-Lot chante "Baby Likes Fat" reprise de "Baby Got Back"
- Maurice LaMarche : Orson Welles, le sous-colonel, Billy le pêcheur (3 épisodes)
- Kiefer Sutherland : un colonel (1 épisode), Jack Bauer (VF : Patrick Bethune) (1 épisode)
- Tom Wolfe
- Gore Vidal
- Michael Chabon
- Jonathan Franzen
- J. K. Simmons : J. Jonah Jameson, le rédacteur en chef, l'Étrangleur, Birch Barlow (4 épisodes)
- Adolf Hitler
- Elvis Stojko
- Sab Shimono : le pêcheur japonais
- Natalie Portman : Darcy
- Eric Idle : Declan Desmond
- Meg Ryan : Dr. Stacy Swanson
- Stephen Sondheim
- James Patterson
- Peter Bogdanovich : le psychologue
- Andy Dick
- Jane Kaczmarek : Juge Constance Harm
- Betty White
- Paris Hilton (sous le nom de Paris Texan)
- Jon Lovitz : Enrico Irritazio
- Ronaldo
- Stephen Hawking
- Rudy Giuliani
- Mary Lynn Rajskub : Chloe O'Brian
- Ludacris

## Saison 19
- Stephen Colbert : Colby Krause, l'entraîneur de vie d'Homer
- Lionel Richie
- Plácido Domingo
- Maya Rudolph : Julia
- Matt Dillon : Louie
- Steve Buscemi : Dwight
- Ted Nugent
- Julia Louis-Dreyfus : Gloria
- Maurice LaMarche : Le jockey
- Alan Moore
- Art Spiegelman
- Dan Clowes
- Jack Black : Milo
- Kelsey Grammer : Tahiti Bob
- David Hyde Pierce : Cecil Terwilliger
- John Mahoney : Dr. Robert Terwilliger, Sr.
- Keith Olbermann
- Jon Stewart
- Dan Rather
- Kurt Loder
- Weird Al Yankovic
- Topher Grace : Donny
- Terry Gross
- Beverly D'Angelo
- Dixie Chicks
  - Natalie Maines
  - Martie Maguire
  - Emily Robison
- Zooey Deschanel : Mary
- Jim Jarmusch
- John C. Reilly
- Glenn Close : Mona Simpson (Mère de Homer)
- Lance Armstrong
- Drew Carey
- Wentworth Miller : Michael Scofield
- Dominic Purcell : Lincoln Burrows
- Hugh Laurie : Dr House
- Kiefer Sutherland : Jack Bauer

## Saison 20
- Julia Louis-Dreyfus : Gloria
- Robert Forster : Jim le chanceux
- Joe Mantegna : Gros Tony (3 épisodes)
- Denis Leary
- Brian Grazer
- John Fitzgerald Kennedy
- George Clooney
- Maurice LaMarche : Sam Toucan, Robert D. Eisenhower, l'inspecteur (3 épisodes)
- Merl Reagle
- Will Shortz
- Scott Thompson
- Shohreh Aghdashloo : Mina
- Steve Jobs (sous le nom de Steve Mobbs)
- Mark Cuban
- Jeff Bezos
- Marv Albert
- Fall Out Boy
  - Patrick Stump
  - Peter Wentz
  - Joe Trohman
  - Andy Hurley
- Marcia Wallace : Edna Krapabelle
- Emily Blunt : Juliet
- Ed Begley Jr.
- George III
- George Washington
- Benjamin Franklin
- Colm Meaney
- Glen Hansard
- Markéta Irglová
- Kathy Ireland
- Kelsey Grammer : Tahiti Bob
- Anne Hathaway : Jenny
- Elliot Page : Alaska Nebraska
- Javier Bardem : Inspecteur de la ville
- Paris Hilton (sous le nom de Paris Texan)
- Jodie Foster : Maggie Simpson
- Miley Cyrus (Hannah Montana) (sous le nom de Alaska Nebraska)

## Saison 21
- Seth Rogen : Lyle MacCarthy
- Matt Groening
- Barack Obama
- Kevin Michael Richardson : Le garde de sécurité, le compagnon de cellule de Burns (2 épisodes)
- Marcia Wallace : Edna Krapabelle
- Chuck Liddell
- Nicolas Sarkozy
- Carla Bruni-Sarkozy
- Jonah Hill : Andy Hamilton
- Neve Campbell : Cassandra
- Peyton Manning
- Eli Manning
- Cooper Manning
- Smothers Brothers
  - Tom Smothers
  - Dick Smothers
- Kim Cattrall : Le quatrième enfant
- Huell Howser
- Jordan Nagai : Charlie
- Mitch Albom
- Clark Gable
- Stan Laurel
- Oliver Hardy
- Anne Hathaway : Princesse Penelope
- Jackie Mason : Hyman Krustofski
- Eartha Kitt
- Gary Larson
- Coldplay
  - Chris Martin
- Bob Costas
- Wren T. Brown : Virgil
- Sarah Silverman : Nikki
- Angela Bassett : Michelle Obama
- Michelle Obama (VF : Véronique Augereau)
- Sacha Baron Cohen : Jakob
- Yael Naim : Dorit
- Joe Mantegna : Gros Tony (2 épisodes)
- Jane Kaczmarek : Juge Constance Harm
- Maurice LaMarche
- Eddie Izzard
- Don Pardo
- Kelsey Grammer : Tahiti Bob
- Simon Cowell
- Randy Jackson
- Ellen DeGeneres
- Kara DioGuardi
- Rupert Murdoch
- Ryan Seacrest

## Saison 22
- Jemaine Clement (VF: Olivier Constantin)
- Bret McKenzie (VF: Paolo Domingo)
- Lea Michele
- Cory Monteith
- Amber Riley
- Stephen Hawking
- Joe Mantegna : Gros Tony
- Katy Perry (première célébrité à apparaître en chair et en os) (VF: Joëlle Guigui)
- Mark Zuckerberg
- Muhammad Yunus
- Jon Hamm : L'agent du FBI
- Martha Stewart
- Daniel Radcliffe : Edmund
- Hugh Laurie : Le naufragé
- Danica Patrick
- Rachel Weisz
- John Lennon
- Ricky Gervais
- Lady Gaga
- Halle Berry
- Russell Brand
- Nick Park
- JB Smoove
- Werner Herzog
- Kevin Michael Richardson
- Cheech Marin
- Tommy Chong
- Paul Rudd
- Kareem Abdul-Jabbar
- Martin Landau
- Jack McBrayer
- Ricky Jay
- Penn et Teller
- David Copperfield
- Brad Pitt
- Angelina Jolie
- Randy Newman
- Elton John

## Saison 23
- Anthony Bourdain
- Gordon Ramsay
- Kiefer Sutherland
- Michael Cera
- Aron Ralston
- Jeremy Irons
- Armie Hammer
- Joan Rivers
- Jane Lynch
- Andy García
- Shepard Fairey
- Lady Gaga

## Les Simpson, le film
- Albert Brooks : Russ Cargill (VF : Richard Darbois)
- Joe Mantegna : Gros Tony
- Marcia Wallace : Edna Krapabelle (VF : Régine Teyssot)
- Green Day
  - Billie Joe Armstrong
  - Mike Dirnt
  - Tré Cool
- Tom Hanks (VF : Jean-Philippe Puymartin)
- Philip Rosenthal : Animateur TV
- Arnold Schwarzenegger (VF : Daniel Beretta)
- Minnie Driver, Isla Fisher, Erin Brockovich et Kelsey Grammer (dans le rôle de Tahiti Bob) ont été coupés au montage.

## Sources
- Guide officiel sur le site de la Fox : TheSimpsons.com.
  - Saison 1, 2, 3, 4, 5, 6, 7, 8, 9, 10, 11, 12, 13, 14, 15, 16, 17, 18
- The Simpsons Archive
- Liste des célébrités sur IMDB
- The Simpsons: A Complete Guide to Our Favorite Family, 1997. Matt Groening, Ray Richmond,  (ISBN 0-0072-3405-8)
- The Simpsons Forever!: A Complete Guide to Our Favorite Family ...Continued, 1999. Matt Groening, Scott M. Gimple,  (ISBN 0-0065-3168-7)
- The Simpsons Beyond Forever!: A Complete Guide to Our Favorite Family ...Still Continued, 2002. Matt Groening, Jesse L. McCann,  (ISBN 0-0605-0592-3)
- The Simpsons One Step Beyond Forever!: A Complete Guide to Our Favorite Family ...Continued Yet Again, 2005. Matt Groening, Jesse L. McCann,  (ISBN 0-0072-0819-7)